# Cantó de Quiçac

El cantó de Quiçac és un cantó francès del departament del Gard, a la regió d'Occitània. Està inclòs al districte de Lo Vigan, té 12 municipis i el cap cantonal és Quiçac.

## Municipis
- Bragaçargues
- Broset de Quiçac
- Canas e Clairan
- Carnaç
- Corcòna
- Galhan
- Lièuc
- Ortons, Serinhan e Quilhan
- Quiçac
- Sent Teodorit
- Sardan
- Vic e lo Fesc